# Calymperes thomeanum
Calymperes thomeanum är en bladmossart som beskrevs av C. Müller 1886. Calymperes thomeanum ingår i släktet Calymperes och familjen Calymperaceae. Inga underarter finns listade i Catalogue of Life.